# Чегодаевы
Чегода́евы (Чагадаевы) —  княжеский род татарского происхождения. 
Род записан в VI части родословных книг Московской, Нижегородской, Орловской и Самарской, Казанской, Саратовской и Симбирской губерний с правом именоваться татарскими князьями.
Некоторые историки приписывают им родство с Чингизидами из Белой Орды и даже происхождение от Чагатая (Джагатая), второго сына Чингиз-хана.
Род дворян Чегодаевых записан во II части родословной книги Оренбургской губернии.

## Происхождение и история рода
На русскую службу родоначальник рода Чегодай-ходжа «сын Саконский» поступил в XVI веке. Сын которого Хозяш или Хаджаш (сын паломника, совершившего хадж) по грамоте великого князя Василия Иоанновича жалован деревнею в Муромском уезде (1524). Потомки его принявшие фамилию Чегодаевых, во всех царских жалованных грамотах и других официальных документах именовались князьями.
Князь Теникай Енибяков сын Чегодаев упоминается в Смутное время.
Определением Правительствующего Сената от 10 января 1829 года, 18 декабря 1852 года, 16 января 1858 года, 19 апреля 1860 года, 28 марта 1861 года и 09 января 1862 года утверждены в достоинстве татарских князей, с внесением в VI часть родословной книги:
1. Надворный советник Николай Николаевич и его дети: генерал-майор Георгий и Надежда, а также его внуки: София, Ольга, Анна, Екатерина, Зинаида, Надежда, Михаил, Дмитрий, Николай и Георгий Георгиевичи.
2. Надворный советник Михаил Никитич и его дети: поручик Петр, штабс-капитан Владимир и внуки: Александра, Наталья, Михаил, Дмитрий, Василий, и Владислав Петровичи.
3. Ротмистр Александр Петрович и его сыновья: Павел и Николай.
4. Ротмистр Александр Петрович и его дети: Юлия, Мария, Варвара, Наталья, Александра, Ольга, Екатерина, Мануил и Владимир.
5. Надворный советник Андрей Петрович и его дети: Мария, Александра, Наталья, Николай, Александр и Михаил[5].

## Описание гербов

#### Герб. Часть XVI. № 2.
В лазоревом поле серебряная оленья голова, сопровождаемая сверху серебряными полумесяцем и восьмиконечной звездой в столб, а снизу золотой подковой, шипами вверх.
Щит увенчан дворянскими шлемом и короной. Нашлемник: такая же, как в щите, оленья голова. Намёт на щите лазоревый, подложенный серебром. Щит покрыт мантией и шапкой, принадлежащих княжескому достоинству.

#### Древний герб князей Чагадаевых
При возбуждении дела о дворянстве князей Чагадаевых от 27 мая 1858 года за № 20/42 в Герольдии, проситель князь Георгий Николаевич Чагадаев представил рисунок герба князей Чагадаевых используемый в семье, отличающийся от официально утвержденного: щит овальной формы,  трехчастный, разделен горизонтально пополам и нижняя половина разделена вертикальной линией пополам. В верхней половине щита, в синем поле, месяц и над ним звезда. Во второй части, в серебряном поле скачущий олень. В третьей части, в красном поле, щит с черной на нем подковой, щипами вверх. Щит увенчан княжеской мантией и короной.
На основании предоставленного древнего герба рода Чагатаевых Гербовым отделением 31 марта 1859 года утвержден герб: в лазоревом поле серебряная оленья голова с рогами, с двенадцатью отростками и с червлеными (красными) глазами и языком, сопровождаемая вверху серебряною, с шестью лучами звездою, над серебряным концами вверх полумесяцем, а внизу золотою, концами вверх подковою. Щит увенчан серебряною, с золотыми украшениями мисюрою (татарский княжеский шлем), украшенный дворянскою короною. Нашлемник: серебряная оленья голова с рогами с двенадцатью отростками и червлеными глазами и языком. Намёт лазоревый с серебром. Герб украшен княжеской мантией и короною.

## Геральдика
Описание Гербовым отделением эмблем в гербе князей Чагадаевых: полумесяц и звезда, эмблемы исламизма, часто употребляемые фигуры в тамгах и ясаках, коими на востоке отличаются один род от другого. Подкова - эмблема благородного происхождения и оленья голова, выражающая удальство на охоте, любимом занятии благородного Азиатского властелина, соответствуют в этом гербе происхождению рода князей Чагадаевых от сына Чингис-Хана, князя Чагадая, почему и щит украшен мисюрою (татарским княжеским шлемом). Нашлемник повторение главной геральдической фигуры щита и намёты изображены по принятым в геральдике правилам по финифти щита и металлу эмблемы.

## Известные представители
- Князья Чегодаевы: Фёдор и Степан Исламовичи, Яков Кудашевич, Степан Ахмаметьевич, Степан и Семён Иванлеевичи, Яков и Родион Тахтаровичи, Никита Бораевич, Михаил Иванашевич, Никита Амир-Бахтеев, Иван Фёдорович, Иван Ахмаметьев, Пётр, Корнила и Иван Девлет-Кильдеевичи, Иван и Никита Сюнчалеевичи, Андрей Нибулатович, Иван, Андрей и Михаил Денькеевичи, Алексей и Данила Мамешевичи, Алексей Енальевич — стольники (1690-1692)[7].